# ERL Immobilien
Die Erl Immobilien AG ist eine familiengeführte Unternehmensgruppe (Eigenschreibweise: ERL Immobiliengruppe) in der Baubranche mit rund 400 Mitarbeitern. Der Hauptsitz befindet sich in Deggendorf. Erl ist spezialisiert auf Pflegeimmobilien, Betreutes Wohnen, barrierefreier Wohnungsbau, Studentenwohnbau und Mikroappartements. Mit über 100 realisierten Projekten ist die ERL Immobiliengruppe ein bedeutender Marktakteur in Süddeutschland.

## Geschichte
Die Erl Immobiliengruppe wurde 1979 durch Alois Erl sen., unterstützt durch seinen Vater Alois Erl sen. sen., gegründet. 1987 erfolgte mit dem Bau des Vincenzheims in Deggendorf der Einstieg in den Markt für Seniorenimmobilien. 1998 trat der heutige Vorstandsvorsitzende Alois Erl jun. in das Unternehmen ein.
Im April 2019 wurde nach einem Umzug vom Gründungsstandort im Deggendorfer Ortsteil Mietzing die neue Firmenzentrale am Oberen Stadtplatz in der Altstadt von Deggendorf bezogen. Dort stehen den Mitarbeitenden im ehemaligen, im Bestand runderneuerten Hertie-Gebäude rund 3000 Quadratmeter Bürofläche zur Verfügung.
In den Jahren 2017 bis 2020 wurde die Erl Immobiliengruppe umstrukturiert. Wesentliche Veränderung war die Schaffung der Aktiengesellschaft Erl Immobilien als neuer Kern der Gruppe, die im Jahr 2022 operativ wurde. Die vorherige Hauptgesellschaft Erl-Bau-GmbH & Co KG bestand zwar fort, gliederte in dieser Zeit aber nach und nach das operative Geschäft aus und erledigte fortan vor allem die Vermietung von Anlagevermögen.
2020 erwarb Erl das Unternehmen Novita Leben im Alter mit dessen elf eigenen Seniorenimmobilien und dem zugehörigen Betreibergeschäft.

## Unternehmen

### Struktur
Die Unternehmensgruppe besteht aus:
- Erl Immobilien AG
- ERLBAU Deggendorf GmbH
- Erl Immovermittlung GmbH
- Erl Ausbau GmbH
- Erl Immobilienverwaltungs GmbH
- Erl Immobilienservice GmbH
- Erl Pflege GmbH
- Erl Service GmbH
- Erl Wohnen GmbH
- Erl & Streicher Geschäftsführungsgesellschaft mbH, Deggendorf, 50-prozentige Beteiligung
- Erl & Streicher Bau- und Projektentwicklungsgesellschaft mbH & Co. KG, Deggendorf, 50-prozentige Beteiligung
- Süddeutsche Immobilien GmbH & Co. KG
- OSD Projektentwicklungs GmbH & Co. KG
- PSD Projektentwicklungs GmbH & Co. KG

Alleinige Aktionärin der Erl Immobilien AG ist die Erl Invest GmbH. Alleinige Gesellschafter der Erl Invest GmvbH sind drei Mitglieder der Familie Erl.

### Werbepartner
Seit November 2015 ist der ehemalige FC-Bayern-Torwart und Nationalspieler Sepp Maier Werbepartner von Erlbau. Maier (Geburtsjahrgang 1944) warb unter anderem für Senioren-Wohnanlagen in Fürstenfeldbruck und in Karlsfeld bei München. Seit 2017 sind außerdem Rosi Mittermaier und Christian Neureuther als Werbebotschafter für Erl tätig. In der am 25. Mai 2019 eingeweihten Firmenzentrale im Zentrum Deggendorfs wird der von Christian Neureuther am 14. Januar 1973 gewonnene Weltcup-Pokal dauerhaft ausgestellt.

## Tätigkeitsbereich
Der Großteil der Gewerke wird Unternehmensangaben zufolge in Eigenleistung erbracht. Das umfasst neben der Projektentwicklung, Planung und Architektur auch Handwerksarbeiten sowie Hoch- und Spezialtiefbau. Daneben betreibt das Unternehmen auch eine Gärtnerei und einen Steinbruch. Neben den Tätigkeiten als Bauträger ist die Erl Immobiliengruppe auch bei der Vermittlung und Verwaltung der errichteten Gebäude tätig. Die Wohnungen werden in der Regel als Eigentumswohnungen an Eigennutzer und Investoren vermarktet. Vereinzelt werden auch ganze Wohn- oder Pflegeimmobilien an größere Investorengesellschaften veräußert. Über die Tochterfirma Novita Leben im Alter ist Erl auch Betreiber von Seniorenimmobilien.
Insgesamt wurden mehr als 1500 Wohneinheiten und über 100 Objekte von Erlbau erstellt (Stand 2022). Standorte waren vor allem in verschiedenen Regionen Bayerns, in Einzelfällen aber auch in Baden-Württemberg und Sachsen. Im Zeitraum 2001 bis 2021 war ERL einer Erhebung der Unternehmensberatung Avocons zufolge deutschlandweit der fünftgrößte Entwickler von Pflegewohnungen gemessen an der Anzahl von 2546 errichteten Wohneinheiten.

## Auszeichnungen
- Bayerns Best 50[15]

## Kontroverses
Bei der Entwicklung eines in der Gemeinde Karlsfeld liegenden Baugebiets gibt es seit geraumer Zeit diverse Konflikte der Gemeinde und von Anwohnern mit Erlbau, nachdem der Ausbau des Gebiets ohne Errichtung eines vorgesehenen Supermarkts eingestellt wurde. Erlbau will, seit 2018 nach dem schon existierenden Komplex für betreutes Wohnen, nun 300 Wohnungen errichten, entgegen dem seit 2007 gültigen Bebauungsplan. In diesem sind Büros, Einzelhandel und Gewerbe festgelegt. Die Gemeinde, insbesondere die Fraktion des Bündnisses für Karlsfeld wie auch der Bürgermeister Stefan Kolbe (CSU) lehnen die Errichtung von zusätzlicher Wohnbebauung ab und bestehen auf der Einhaltung des Bebauungsplans. Erlbau hingegen argumentiert, dass nur durch die zusätzlichen Wohnungen genügend Nachfrage für einen ebenfalls neu zu errichtenden, von der Gemeinde auch gewünschten Lebensmittelmarkt entstehe.